# آرمین بچی
آرمین بچی (انگلیسی: Ármin Pécsi؛ زادهٔ ۲۴ فوریهٔ ۲۰۰۵) بازیکن فوتبال اهل مجارستان است که در حال حاضر برای لیورپول در پست دروازه‌بان بازی می‌کند.
وی همچنین در تیم‌های ملی فوتبال زیر ۱۷ سال، زیر ۱۹ سال و زیر ۲۱ سال مجارستان بازی کرده است.

## دوران باشگاهی
بچی از سن ۱۶ سالگی تمرین با تیم نخست پوشکاش آکادمیا را آغاز کرد و در همان سن در یک بازی دوستانه مقابل بروژ به میدان رفت. او در فصل ۲۵–۲۰۲۴ به دروازه‌بان اصلی تیم تبدیل شد و در تمامی رقابت‌ها ۳۶ بازی انجام داد که در ۱۱ بازی از دریافت گل جلوگیری کرد. وی به همراه این باشگاه، فصل را در رتبهٔ دوم لیگ دسته اول فوتبال مجارستان (۲۰۲۵–۲۰۲۴) به پایان رساند. در پایان فصل، او یکی از سه دروازه‌بانی بود که برای دریافت جایزهٔ پسر طلایی نامزد شدند.
در ۷ ژوئن ۲۰۲۵، تأیید شد که او با باشگاه لیگ برتر لیورپول قرارداد امضا کرده‌است.

## دوران ملی
بچی که در اتریش زاده شده اما در رده‌های پایه برای مجارستان بازی کرده‌است.